# Eric Crouch
Eric Eugene Crouch (Omaha, 16 novembre 1978) è un ex giocatore di football americano statunitense che ha giocato nel ruolo di quarterback nella National Football League (NFL), nella Canadian Football League e nella United Football League (UFL). Al college giocò a football all'Università del Nebraska-Lincoln, vincendo l'Heisman Trophy nel 2001.

## Carriera professionistica
Crouch giocò al college coi Nebraska Cornhuskers, stabilendo il record NCAA per touchdown segnati su corsa da un quarterback (59). Fu scelto nel corso del terzo giro (95º assoluto) del Draft NFL 2002 per giocare come wide receiver ma questi preferì continuare a giocare come quarterback, per cui era ritenuto di altezza troppo ridotta. Dopo non essere mai sceso in campo coi Rams, Crouch firmò coi Kansas City Chiefs nel gennaio 2005, venendo girato in prestito agli Hamburg Sea Devils della NFL Europe, dove venne spostato nel ruolo di safety, mettendo a segno 25 tackle e 2 passaggi deviati.
L'opportunità per Crouch di giocare come quarterback a livello professionistico giunse quando firmò con i Toronto Argonauts della Canadian Football League il 15 febbraio 2006, partendo come quarto nelle gerarchie della squadra dietro Damon Allen, Michael Bishop e Spergon Wynn. Il 22 luglio 2006, Crouch debuttò contro i Saskatchewan Roughriders, completando un passaggio da 94 yard per Arland Bruce III. Fu svincolato dopo essere stato tormentato dagli infortuni la stagione successiva. L'ultima stagione della carriera, Crouch la passò con gli Omaha Nighthawks della UFL nel 2011.

## Vittorie e premi
- Heisman Trophy (2001)
- Walter Camp Award (2001)
- Davey O'Brien Award (2001)